# Чемпіонат світу з важкої атлетики 2019
Чемпіонат світу з важкої атлетики 2019 пройшов у місті Паттая, Таїланд з 18 по 27 вересня 2019 року.

## Інформація  про проведення чемпіонату
Рішення про проведення чемпіонату світу з важкої атлетики 2019 року в місті Паттая прийняла Виконавча рада Міжнародної федерації важкої атлетики (IWF).
23 січня 2019 року IWF повідомила, що допінг проби трьох таїландських чемпіонок світу 2018 року були позитивними. Протягом року у восьми спортсменів із цієї країни були у допінг пробах були виявлені заборонені речовини. У відповідь на це Федерація важкої атлетики Таїланду ухвалила рішення про добровільне відсторонення від змагань, але разом з тим вони підписали домовленість із IWF про проведення чемпіонату світу в місті Паттая, але без місцевих спортсменів.
12 вересня 2019 року від змагань була відсторонена збірна Єгипту по причині позитивних допінг проб.
Протягом турніру було встановлено 23 світові рекорди.

## Результати

### Чоловіки
| Вид     | Золото                     | Золото    | Срібло                      | Срібло | Бронза                             | Бронза |
| 55 кг   | 55 кг                      | 55 кг     | 55 кг                       | 55 кг  | 55 кг                              | 55 кг  |
| ------- | -------------------------- | --------- | --------------------------- | ------ | ---------------------------------- | ------ |
| Ривок   | Ом Юн Чхоль Північна Корея | 128 кг    | Нгуен Тран Ах Туан В'єтнам  | 120 кг | Ігор Сон Казахстан                 | 120 кг |
| Поштовх | Ом Юн Чхоль Північна Корея | 166 кг WR | Хафез Гашгаеї Іран          | 149 кг | Мансур Аль-Салім Саудівська Аравія | 147 кг |
| Загалом | Ом Юн Чхоль Північна Корея | 294 кг WR | Ігор Сон Казахстан          | 266 кг | Мансур Аль-Салім Саудівська Аравія | 265 кг |
| 61 кг   |                            |           |                             |        |                                    |        |
| Ривок   | Лі Фабінь КНР              | 145 кг WR | Еко Іраван Індонезія        | 140 кг | Йоті Ітоказу Японія                | 135 кг |
| Поштовх | Лі Фабінь КНР              | 173 кг    | Франсіско Москера Колумбія  | 172 кг | Цинь Фулінь КНР                    | 171 кг |
| Загалом | Лі Фабінь КНР              | 318 кг WR | Еко Іраван Індонезія        | 306 кг | Франсіско Москера Колумбія         | 302 кг |
| 67 кг   |                            |           |                             |        |                                    |        |
| Ривок   | Фен Люйдун КНР             | 153 кг    | Даніяр Ісмаїлов Туреччина   | 150 кг | Чень Ліцзюнь КНР                   | 150 кг |
| Поштовх | Пак Чон Джу Північна Корея | 188 кг WR | Чень Ліцзюнь КНР            | 187 кг | Адхаммджон Ергашов Узбекистан      | 182 кг |
| Загалом | Чень Ліцзюнь КНР           | 337 кг    | Фен Люйдун КНР              | 333 кг | Пак Чон Джу Північна Корея         | 330 кг |
| 73 кг   |                            |           |                             |        |                                    |        |
| Ривок   | Ши Чжиюн КНР               | 166 кг    | Божидар Андреєв Болгарія    | 157 кг | Брікен Цалья Албанія               | 156 кг |
| Поштовх | Ши ЧжиюнШи Чжиюн КНР       | 197 кг WR | О Ган Чоль Північна Корея   | 193 кг | Божидар Андреєв Болгарія           | 189 кг |
| Загалом | Ши Чжиюн КНР               | 363 кг WR | О Ган Чоль Північна Корея   | 347 кг | Божидар Андреєв Болгарія           | 346 кг |
| 81 кг   |                            |           |                             |        |                                    |        |
| Ривок   | Люй Сяоцзюнь КНР           | 171 кг    | Лі Даїнь КНР                | 171 кг | Андранік Карапетян Вірменія        | 168 кг |
| Поштовх | Люй Сяоцзюнь КНР           | 207 кг WR | Лі Даїнь КНР                | 206 кг | Юндер Бейтула Болгарія             | 201 кг |
| Загалом | Люй Сяоцзюнь КНР           | 378 кг WR | Лі Даїнь КНР                | 377 кг | Браян Родаллегас Колумбія          | 363 кг |
| 89 кг   |                            |           |                             |        |                                    |        |
| Ривок   | Реваз Давітадзе Грузія     | 172 кг    | Олександр Берсанов Білорусь | 169 кг | Кейдомар Валленіллья Венесуела     | 169 кг |
| Поштовх | Тосікі Ямамото Японія      | 208 кг    | Акоб Мкртичян Вірменія      | 208 кг | Алі Мірі Іран                      | 207 кг |
| Загалом | Акоб Мкртичян Вірменія     | 375 кг    | Алі Мірі Іран               | 374 кг | Реваз Давітадзе Грузія             | 371 кг |
| 96 кг   |                            |           |                             |        |                                    |        |
| Ривок   | Антон Плесной Грузія       | 181 кг    | Тянь Тао КНР                | 180 кг | Джонатан Рівас Колумбія            | 179 кг |
| Поштовх | Тянь Тао КНР               | 230 кг    | Фаріс Ібрагім Катар         | 224 кг | Аюб Мусаві Іран                    | 214 кг |
| Загалом | Тянь Тао КНР               | 410 кг    | Фаріс Ібрагім Катар         | 402 кг | Антон Плесной Грузія               | 394 кг |
| 102 кг  |                            |           |                             |        |                                    |        |
| Ривок   | Чін Юн Сон Південна Корея  | 181 кг    | Євгеній Тихонцев Білорусь   | 180 кг | Самвел Гаспарян Вірменія           | 178 кг |
| Поштовх | Реза Дехдар Іран           | 219 кг    | Євгеній Тихонцев Білорусь   | 218 кг | Дмитро Чумак Україна               | 217 кг |
| Загалом | Євгеній Тихонцев Білорусь  | 398 кг    | Чін Юн Сон Південна Корея   | 397 кг | Реза Дехдар Іран                   | 394 кг |
| 109 кг  |                            |           |                             |        |                                    |        |
| Ривок   | Симон Мартиросян Вірменія  | 199 кг WR | Андрій Арямнов Білорусь     | 198 кг | Ян Чже КНР                         | 197 кг |
| Поштовх | Симон Мартиросян Вірменія  | 230 кг    | Акбар Джураєв Узбекистан    | 229 кг | Андрій Арямнов Білорусь            | 228 кг |
| Загалом | Симон Мартиросян Вірменія  | 429 кг    | Андрій Арямнов Білорусь     | 426 кг | Ян Чже КНР                         | 420 кг |
| +109 кг |                            |           |                             |        |                                    |        |
| Ривок   | Лаша Талахадзе Грузія      | 220 кг WR | Гор Мінасян Вірменія        | 212 кг | Валід Бідані Алжир                 | 200 кг |
| Поштовх | Лаша Талахадзе Грузія      | 264 кг WR | Гор Мінасян Вірменія        | 248 кг | Рубен Алексянан Вірменія           | 245 кг |
| Загалом | Лаша Талахадзе Грузія      | 484 кг WR | Гор Мінасян Вірменія        | 460 кг | Рубен Алексянан Вірменія           | 437 кг |

### Жінки
| Вид     | Золото                       | Золото    | Срібло                       | Срібло | Бронза                           | Бронза |
| 45 кг   | 45 кг                        | 45 кг     | 45 кг                        | 45 кг  | 45 кг                            | 45 кг  |
| ------- | ---------------------------- | --------- | ---------------------------- | ------ | -------------------------------- | ------ |
| Ривок   | Шазіє Ердоган Туреччина      | 77 кг     | Лудія Монтеро Куба           | 76 кг  | Конь Мі Фуон В'єтнам             | 74 кг  |
| Поштовх | Ліза Сетіаваті Індонезія     | 95 кг     | Шазіє Ердоган Туреччина      | 92 кг  | Конь Мі Фуон В'єтнам             | 91 кг  |
| Загалом | Шазіє Ердоган Туреччина      | 169 кг    | Лудія Монтеро Куба           | 167 кг | Ліза Сетіаваті Індонезія         | 165 кг |
| 49 кг   |                              |           |                              |        |                                  |        |
| Ривок   | Хоу Чжихуей КНР              | 94 кг     | Цзян Хуейхуа КНР             | 94 кг  | Лі Сон Гім Північна Корея        | 89 кг  |
| Поштовх | Цзян Хуейхуа КНР             | 118 кг WR | Хоу Чжихуей КНР              | 117 кг | Лі Сон Гім Північна Корея        | 115 кг |
| Загалом | Цзян Хуейхуа КНР             | 212 кг WR | Хоу Чжихуей КНР              | 211 кг | Лі Сон Гім Північна Корея        | 204 кг |
| 55 кг   |                              |           |                              |        |                                  |        |
| Ривок   | Чжан Ваньцюн КНР             | 99 кг     | Ляо Цююнь КНР                | 98 кг  | Муаттар Набієва Узбекистан       | 96 кг  |
| Поштовх | Ляо Цююнь КНР                | 129 кг WR | Чжан Ваньцюн КНР             | 123 кг | Хіділін Діас Філіппіни           | 121 кг |
| Загалом | Ляо Цююнь КНР                | 227 кг WR | Чжан Ваньцюн КНР             | 222 кг | Хіділін Діас Філіппіни           | 214 кг |
| 59 кг   |                              |           |                              |        |                                  |        |
| Ривок   | Чо Хьо Сім Північна Корея    | 107 кг WR | Ко Сінчунь Китайський Тайбей | 106 кг | Чень Гуймін КНР                  | 101 кг |
| Поштовх | Ко Сінчунь Китайський Тайбей | 140 кг WR | Чо Хьо Сім Північна Корея    | 138 кг | Чень Гуймін КНР                  | 132 кг |
| Загалом | Ко Сінчунь Китайський Тайбей | 246 кг WR | Чо Хьо Сім Північна Корея    | 245 кг | Чень Гуймін КНР                  | 233 кг |
| 64 кг   |                              |           |                              |        |                                  |        |
| Ривок   | Ден Вей КНР                  | 116 кг WR | Лі Ун Сім Північна Корея     | 114 кг | Лоредана Тома Румунія            | 112 кг |
| Поштовх | Ден Вей КНР                  | 145 кг WR | Лі Ун Сім Північна Корея     | 137 кг | Мерседес Перес Колумбія          | 132 кг |
| Загалом | Ден Вей КНР                  | 261 кг WR | Лі Ун Сім Північна Корея     | 251 кг | Лоредана Тома Румунія            | 240 кг |
| 71 кг   |                              |           |                              |        |                                  |        |
| Ривок   | Кетрін Най США               | 112 кг    | Кім Хйо Сім Північна Корея   | 110 кг | Метті Роджерс США                | 106 кг |
| Поштовх | Кетрін Най США               | 136 кг    | Метті Роджерс США            | 134 кг | Емілі Мускетт Велика Британія    | 126 кг |
| Загалом | Кетрін Най США               | 248 кг    | Метті Роджерс США            | 240 кг | Кім Хйо Сім Північна Корея       | 230 кг |
| 76 кг   |                              |           |                              |        |                                  |        |
| Ривок   | Лім Джон Сім Північна Корея  | 124 кг WR | Чжан Ванлі КНР               | 118 кг | Нейсі Дахомес Еквадор            | 110 кг |
| Поштовх | Чжан Ванлі КНР               | 153 кг    | Лім Джон Сім Північна Корея  | 152 кг | Аремі Фуентес Мексика            | 138 кг |
| Загалом | Лім Джон Сім Північна Корея  | 276 кг    | Чжан Ванлі КНР               | 271 кг | Нейсі Дахомес Еквадор            | 245 кг |
| 81 кг   |                              |           |                              |        |                                  |        |
| Ривок   | Лі Джі Йон Південна Корея    | 111 кг    | Кім Су Хйон Південна Корея   | 111 кг | Мунхжанцангійн Анхцецег Монголія | 110 кг |
| Поштовх | Лейді Соліс Колумбія         | 142 кг    | Дженні Артур США             | 139 кг | Лідія Валентін Іспанія           | 138 кг |
| Загалом | Лейді Соліс Колумбія         | 247 кг    | Лідія Валентін Іспанія       | 246 кг | Дженні Артур США                 | 245 кг |
| 87 кг   |                              |           |                              |        |                                  |        |
| Ривок   | Ван Чжоуюй КНР               | 120 кг    | Кім Ун Джу Північна Корея    | 115 кг | Найрюірі Перес Венесуела         | 110 кг |
| Поштовх | Ван Чжоуюй КНР               | 158 кг    | Кім Ун Джу Північна Корея    | 154 кг | Тамара Салазарм Еквадор          | 144 кг |
| Загалом | Ван Чжоуюй КНР               | 278 кг    | Кім Ун Джу Північна Корея    | 269 кг | Тамара Салазар Еквадор           | 252 кг |
| +87 кг  |                              |           |                              |        |                                  |        |
| Ривок   | Лі Веньвень КНР              | 146 кг    | Тетяна Каширіна Росія        | 140 кг | Мен Супін КНР                    | 137 кг |
| Поштовх | Лі Веньвень КНР              | 186 кг WR | Тетяна Каширіна Росія        | 178 кг | Мен Супін КНР                    | 174 кг |
| Загалом | Лі Веньвень КНР              | 332 кг WR | Тетяна Каширіна Росія        | 318 кг | Мен Супін КНР                    | 311 кг |

## Медальний залік
Залік по великим (сума двоєборства) медалям
| Місце               | Країна              | Золото | Срібло | Бронза | Загалом |
| ------------------- | ------------------- | ------ | ------ | ------ | ------- |
| 1                   | КНР                 | 10     | 5      | 3      | 18      |
| 2                   | Північна Корея      | 2      | 4      | 3      | 9       |
| 3                   | Вірменія            | 2      | 1      | 1      | 4       |
| 4                   | США                 | 1      | 1      | 1      | 3       |
| 5                   | Білорусь            | 1      | 1      | 0      | 2       |
| 6                   | Грузія              | 1      | 0      | 2      | 3       |
| 6                   | Колумбія            | 1      | 0      | 2      | 3       |
| 8                   | Китайський Тайбей   | 1      | 0      | 0      | 1       |
| 8                   | Туреччина           | 1      | 0      | 0      | 1       |
| 10                  | Індонезія           | 0      | 1      | 1      | 2       |
| 10                  | Іран                | 0      | 1      | 1      | 2       |
| 12                  | Іспанія             | 0      | 1      | 0      | 1       |
| 12                  | Казахстан           | 0      | 1      | 0      | 1       |
| 12                  | Катар               | 0      | 1      | 0      | 1       |
| 12                  | Куба                | 0      | 1      | 0      | 1       |
| 12                  | Південна Корея      | 0      | 1      | 0      | 1       |
| 12                  | Росія               | 0      | 1      | 0      | 1       |
| 18                  | Еквадор             | 0      | 0      | 2      | 2       |
| 19                  | Болгарія            | 0      | 0      | 1      | 1       |
| 19                  | Румунія             | 0      | 0      | 1      | 1       |
| 19                  | Саудівська Аравія   | 0      | 0      | 1      | 1       |
| 19                  | Філіппіни           | 0      | 0      | 1      | 1       |
| Загалом (22 збірні) | Загалом (22 збірні) | 20     | 20     | 20     | 60      |

Залік по всім медалям: великим (сума двоєборства) та малим (ривок та поштовх)
| Місце               | Країна              | Золото | Срібло | Бронза | Загалом |
| ------------------- | ------------------- | ------ | ------ | ------ | ------- |
| 1                   | КНР                 | 29     | 14     | 10     | 53      |
| 2                   | Північна Корея      | 7      | 12     | 5      | 24      |
| 3                   | Грузія              | 5      | 0      | 2      | 7       |
| 4                   | Вірменія            | 4      | 4      | 4      | 12      |
| 5                   | США                 | 3      | 3      | 2      | 8       |
| 6                   | Південна Корея      | 2      | 2      | 0      | 4       |
| 6                   | Туреччина           | 2      | 2      | 0      | 4       |
| 8                   | Колумбія            | 2      | 1      | 4      | 7       |
| 9                   | Китайський Тайбей   | 2      | 1      | 0      | 3       |
| 10                  | Білорусь            | 1      | 5      | 1      | 7       |
| 11                  | Іран                | 1      | 2      | 3      | 6       |
| 12                  | Індонезія           | 1      | 2      | 1      | 4       |
| 13                  | Японія              | 1      | 0      | 1      | 2       |
| 14                  | Росія               | 0      | 3      | 0      | 3       |
| 15                  | Катар               | 0      | 2      | 0      | 2       |
| 15                  | Куба                | 0      | 2      | 0      | 2       |
| 17                  | Болгарія            | 0      | 1      | 3      | 4       |
| 18                  | В'єтнам             | 0      | 1      | 2      | 3       |
| 18                  | Узбекистан          | 0      | 1      | 2      | 3       |
| 20                  | Іспанія             | 0      | 1      | 1      | 2       |
| 20                  | Казахстан           | 0      | 1      | 1      | 2       |
| 22                  | Еквадор             | 0      | 0      | 4      | 4       |
| 23                  | Венесуела           | 0      | 0      | 2      | 2       |
| 23                  | Румунія             | 0      | 0      | 2      | 2       |
| 23                  | Саудівська Аравія   | 0      | 0      | 2      | 2       |
| 23                  | Філіппіни           | 0      | 0      | 2      | 2       |
| 27                  | Албанія             | 0      | 0      | 1      | 1       |
| 27                  | Алжир               | 0      | 0      | 1      | 1       |
| 27                  | Велика Британія     | 0      | 0      | 1      | 1       |
| 27                  | Мексика             | 0      | 0      | 1      | 1       |
| 27                  | Монголія            | 0      | 0      | 1      | 1       |
| 27                  | Україна             | 0      | 0      | 1      | 1       |
| Загалом (32 збірні) | Загалом (32 збірні) | 60     | 60     | 60     | 180     |

## Командний залік
| Місце | Країна         | Очки |
| ----- | -------------- | ---- |
| 1     | КНР            | 700  |
| 2     | Білорусь       | 505  |
| 3     | Південна Корея | 491  |
| 4     | Іран           | 484  |
| 5     | Грузія         | 468  |
| 6     | Вірменія       | 424  |

| Місце | Країна         | Очки |
| ----- | -------------- | ---- |
| 1     | КНР            | 786  |
| 2     | Північна Корея | 511  |
| 3     | США            | 482  |
| 4     | Колумбія       | 451  |
| 5     | Росія          | 382  |
| 6     | Канада         | 359  |

## Результати українських важкоатлетів
Україна на чемпіонаті світу 2019 року була представлена 10 важкоатлетами: 6 чоловіків та 4 жінки. Найкращий результат серед спортсменів показав Дмитро Чумак, який став бронзовом призером у поштовху у ваговій категорії до 102 кг, у сумі двоєборства він став четвертим.
Чоловіки
| Спортсмен       | Вага      | Ривок | Ривок | Ривок | Ривок | Поштовх | Поштовх | Поштовх | Поштовх | Загалом | Місце |
| Спортсмен       | Вага      | 1     | 2     | 3     | Місце | 1       | 2       | 3       | Місце   | Загалом | Місце |
| --------------- | --------- | ----- | ----- | ----- | ----- | ------- | ------- | ------- | ------- | ------- | ----- |
| Руслан Кожакін  | до 89 кг  | 154   | 158   | 160   | 12    | 183     | 188     | 191     | 15      | 351     | 15    |
| Ілля Куліков    | до 96 кг  | 155   | 160   | 160   | 20    | 195     | 200     | 205     | 14      | 360     | 14    |
| Кирило Пирогов  | до 96 кг  | 162   | 167   | 167   | 14    | 185     | 191     | 195     | 24      | 353     | 19    |
| Дмитро Чумак    | до 102 кг | 176   | 176   | 176   | 4     | 213     | 217     | 217     | 3       | 393     | 4     |
| Констянтин Рева | до 102 кг | 158   | 158   | 163   | 14    | 200     | 208     | 208     | 11      | 358     | 13    |
| Роман Зайцев    | до 109 кг | 170   | 174   | 174   | 17    | 207     | 212     | 220     | 15      | 382     | 17    |

Жінки
| Спортсмен         | Вага        | Ривок | Ривок | Ривок | Ривок | Поштовх | Поштовх | Поштовх | Поштовх | Загалом | Місце |
| Спортсмен         | Вага        | 1     | 2     | 3     | Місце | 1       | 2       | 3       | Місце   | Загалом | Місце |
| ----------------- | ----------- | ----- | ----- | ----- | ----- | ------- | ------- | ------- | ------- | ------- | ----- |
| Каміла Конотоп    | до 55 кг    | 83    | 86    | 88    | 12    | 100     | 104     | 106     | 18      | 192     | 16    |
| Юлія Шимечко      | до 64 кг    | 87    | 88    | 88    | —     | 113     | 116     | 116     | 20      | —       | —     |
| Ірина Деха        | до 76 кг    | 105   | 108   | 110   | 4     | 126     | 129     | 132     | 5       | 242     | 5     |
| Анастасія Лисенко | понад 87 кг | 122   | 126   | 129   | 6     | 148     | 153     | 157     | 6       | 286     | 5     |